# Championnat d'Europe masculin de handball 2018
Navigation
Pologne 2016 Suède, Autriche et Norvège 2020
Le championnat d'Europe masculin de handball 2018 est la 13e édition du championnat d'Europe de handball. Il se déroule en Croatie du 12 au 28 janvier 2018.
L'Espagne remporte son premier titre dans la compétition après quatre finales perdues (1996, 1998, 2006, 2016). La Suède, malgré un bilan final de 4 victoires pour 4 défaites s'adjuge la médaille d'argent. La France, seule équipe à avoir remporté tous ses matchs à l'issue du tour principal, est battue en demi-finale par les Espagnols mais remporte la médaille de bronze aux dépens du Danemark.

## Présentation

### Désignation du pays hôte
La Croatie a été désignée hôte de la compétition le 20 septembre 2014

### Lieux de compétition
| Zagreb                                 | Split                                         | Localisations                     |
| -------------------------------------- | --------------------------------------------- | --------------------------------- |
| Arena Zagreb Capacité : 15 200 places  | Spaladium Arena Capacité : 10 941 places      | \| Split Varaždin Poreč Zagreb \| |
|                                        |                                               | \| Split Varaždin Poreč Zagreb \| |
| Varaždin                               | Poreč                                         | \| Split Varaždin Poreč Zagreb \| |
| Varaždin Arena Capacité : 5 200 places | Centre sportif Žatika Capacité : 3 700 places | \| Split Varaždin Poreč Zagreb \| |
|                                        |                                               | \| Split Varaždin Poreč Zagreb \| |
| Split Varaždin Poreč Zagreb            |                                               |                                   |

### Qualifications
Seul le pays organisateur, la Croatie, est automatiquement qualifiée. Tous les autres pays affiliés à la Fédération européenne de handball, y compris l'Allemagne championne d'Europe en titre, doivent passer par les phases de qualification.
Les deux premiers des sept groupes de qualifications et le meilleur troisième se qualifient pour la compétition.

### Équipes participantes
| Pays               | Qualifié en tant que   | Date de la qualification | Apparitions précédentes dans la compétition | Apparitions précédentes dans la compétition                            |
| ------------------ | ---------------------- | ------------------------ | ------------------------------------------- | ---------------------------------------------------------------------- |
| Croatie            | Hôte de la compétition | 20 septembre 2014        | 12                                          | 1994, 1996, 1998, 2000, 2002, 2004, 2006, 2008, 2010, 2012, 2014, 2016 |
| Espagne            | 1er du Groupe 3        | 6 mai 2017               | 12                                          | 1994, 1996, 1998, 2000, 2002, 2004, 2006, 2008, 2010, 2012, 2014, 2016 |
| Allemagne          | 1er du Groupe 5        | 6 mai 2017               | 11                                          | 1994, 1996, 1998, 2000, 2002, 2004, 2006, 2008, 2010, 2012, 2016       |
| Suède              | 1er du Groupe 6        | 6 mai 2017               | 11                                          | 1994, 1996, 1998, 2000, 2002, 2004, 2008, 2010, 2012, 2014, 2016       |
| France             | 1er du Groupe 7        | 14 juin 2017             | 12                                          | 1994, 1996, 1998, 2000, 2002, 2004, 2006, 2008, 2010, 2012, 2014, 2016 |
| Danemark           | 1er du Groupe 1        | 14 juin 2017             | 11                                          | 1994, 1996, 2000, 2002, 2004, 2006, 2008, 2010, 2012, 2014, 2016       |
| Hongrie            | 2e du Groupe 1         | 15 juin 2017             | 10                                          | 1994, 1996, 1998, 2004, 2006, 2008, 2010, 2012, 2014, 2016             |
| Biélorussie        | 1er du Groupe 2        | 15 juin 2017             | 04                                          | 1994, 2008, 2014, 2016                                                 |
| Serbie             | 2e du Groupe 2         | 15 juin 2017             | 04                                          | 2010, 2012, 2014, 2016                                                 |
| Monténégro         | 2e du Groupe 6         | 17 juin 2017             | 03                                          | 2008, 2014, 2016                                                       |
| Norvège            | 2e du Groupe 7         | 17 juin 2017             | 07                                          | 2000, 2006, 2008, 2010, 2012, 2014, 2016                               |
| Slovénie           | 2e du Groupe 5         | 17 juin 2017             | 10                                          | 1994, 1996, 2000, 2002, 2004, 2006, 2008, 2010, 2012, 2016             |
| Autriche           | 2e du Groupe 3         | 17 juin 2017             | 02                                          | 2010, 2014                                                             |
| Macédoine          | 1er du Groupe 4        | 18 juin 2017             | 04                                          | 1998, 2012, 2014, 2016                                                 |
| République tchèque | 2e du Groupe 4         | 18 juin 2017             | 08                                          | 1996, 1998, 2002, 2004, 2008, 2010, 2012, 2014                         |
| Islande            | Meilleur troisième     | 18 juin 2017             | 09                                          | 2000, 2002, 2004, 2006, 2008, 2010, 2012, 2014, 2016                   |

Légende : en italique le pays hôte et en gras le vainqueur de l'édition.
Parmi les équipes non qualifiées, on peut noter l'absence de la Russie (vainqueur de l'édition 1996 et qui avait participé aux 12 premières éditions) et de la Pologne.

### Composition des équipes
Chaque équipe qualifiée a transmis à la Fédération européenne de handball le 5 décembre 2017 la liste des 28 joueurs pouvant être sélectionnés pour la compétition.
Parmi ces 28 joueurs, une liste de 16 joueurs est établie pour le début de la compétition. Deux joueurs peuvent ensuite être remplacés par phase (tour préliminaire, tour principal et le cas échéant, finalités) soit un total de six changements maximum sur l'ensemble de l'Euro. Aucune motivation médicale ne devra être fournie pour procéder au changement qui devra être déclaré au plus tard, le matin même du match.

### Arbitres
Douze paires de arbitres ont été annoncés le 26 octobre 2017 :
| Pays        | Arbitres                        |
| ----------- | ------------------------------- |
| Biélorussie | Andrei Gousko, Siarhei Repkin   |
| Croatie     | Matija Gubica, Boris Milošević  |
| Tchéquie    | Václav Horáček, Jiří Novotný    |
| Danemark    | Martin Gjeding, Mads Hansen     |
| France      | Stevann Pichon, Laurent Reveret |
| Allemagne   | Lars Geipel, Marcus Helbig      |

| Pays              | Arbitres                             |
| ----------------- | ------------------------------------ |
| Lituanie          | Vaidas Mažeika, Mindaugas Gatelis    |
| Macédoine du Nord | Gjorgi Nachevski, Slave Nikolov      |
| Portugal          | Duarte Santos, Ricardo Fonseca       |
| Roumanie          | Sorin-Laurentiu Dinu, Constantin Din |
| Espagne           | Óscar Raluy, Ángel Sabroso           |
| Russie            | Evgeny Zotin, Nikolay Volodkov       |

## Tour préliminaire

### Tirage au sort
Le tirage au sort a eu lieu le 23 juin 2017,,.

### Légende
Qualifiés pour le tour principal –  Éliminés – T : Tenant du titre 2016

### Groupe A
Les matchs du Groupe A ont eu lieu à Split :
|   | Équipe  | Pts | J | G | N | P | Bp | Bc | Diff | Dép |
| - | ------- | --- | - | - | - | - | -- | -- | ---- | --- |
| 1 | Suède   | 4   | 3 | 2 | 0 | 1 | 89 | 82 | 7    | +4  |
| 2 | Croatie | 4   | 3 | 2 | 0 | 1 | 92 | 79 | 13   | -4  |
| 3 | Serbie  | 2   | 3 | 1 | 0 | 2 | 76 | 88 | -12  | +3  |
| 4 | Islande | 2   | 3 | 1 | 0 | 2 | 74 | 82 | -8   | -3  |

| 12 janvier 2018 18h15 | Suède              | 24 - 26  | Islande              | Spaladium Arena, Split Affluence : 8 700 Arbitrage : Gjorgji, Nachevski |
| 12 janvier 2018 18h15 | Jim Gottfridsson 6 | (8 - 15) | Ólafur Guðmundsson 7 | Spaladium Arena, Split Affluence : 8 700 Arbitrage : Gjorgji, Nachevski |
| 12 janvier 2018 18h15 | ×2 ×4              | Rapport  | ×3 ×2                | Spaladium Arena, Split Affluence : 8 700 Arbitrage : Gjorgji, Nachevski |

| 12 janvier 2018 20h30 | Croatie                         | 32 - 22  | Serbie          | Spaladium Arena, Split Affluence : 11 000 Arbitrage : Geipel, Helbig |
| 12 janvier 2018 20h30 | Luka Stepančić, Manuel Štrlek 6 | (14 - 9) | Petar Nenadić 6 | Spaladium Arena, Split Affluence : 11 000 Arbitrage : Geipel, Helbig |
| 12 janvier 2018 20h30 | ×2 ×3                           | Rapport  | ×1 ×4           | Spaladium Arena, Split Affluence : 11 000 Arbitrage : Geipel, Helbig |

| 14 janvier 2018 18h15 | Serbie         | 25 - 30   | Suède             | Spaladium Arena, Split Affluence : 9 500 Arbitrage : Gjeding, Hansen |
| 14 janvier 2018 18h15 | Nemanja Ilić 5 | (10 - 16) | Albin Lagergren 5 | Spaladium Arena, Split Affluence : 9 500 Arbitrage : Gjeding, Hansen |
| 14 janvier 2018 18h15 | ×1 ×4          | Rapport   | ×2 ×6             | Spaladium Arena, Split Affluence : 9 500 Arbitrage : Gjeding, Hansen |

| 14 janvier 2018 20h30 | Islande           | 22 - 29   | Croatie        | Spaladium Arena, Split Affluence : 10 500 Arbitrage : Zotin, Volotkov |
| 14 janvier 2018 20h30 | Aron Pálmarsson 5 | (13 - 14) | Luka Cindrić 7 | Spaladium Arena, Split Affluence : 10 500 Arbitrage : Zotin, Volotkov |
| 14 janvier 2018 20h30 | ×4                | Rapport   | ×3 ×2          | Spaladium Arena, Split Affluence : 10 500 Arbitrage : Zotin, Volotkov |

| 16 janvier 2018 18h15 | Serbie               | 29 - 26   | Islande                   | Spaladium Arena, Split Affluence : 9 800 Arbitrage : Raluy Lopez, Oscar |
| 16 janvier 2018 18h15 | Radivojević, Šešum 5 | (12 - 12) | Guðjón Valur Sigurðsson 8 | Spaladium Arena, Split Affluence : 9 800 Arbitrage : Raluy Lopez, Oscar |
| 16 janvier 2018 18h15 | ×2 ×3                | Rapport   | ×3 ×4                     | Spaladium Arena, Split Affluence : 9 800 Arbitrage : Raluy Lopez, Oscar |

| 16 janvier 2018 20h30 | Croatie      | 31 - 35   | Suède             | Spaladium Arena, Split Affluence : 11 000 Arbitrage : Horáček, Novotný |
| 16 janvier 2018 20h30 | Ivan Čupić 7 | (12 - 17) | Albin Lagergren 6 | Spaladium Arena, Split Affluence : 11 000 Arbitrage : Horáček, Novotný |
| 16 janvier 2018 20h30 | ×3 ×4        | Rapport   | ×2 ×5             | Spaladium Arena, Split Affluence : 11 000 Arbitrage : Horáček, Novotný |

### Groupe B
Les matchs du Groupe B ont eu lieu à Poreč :
|   | Équipe      | Pts | J | G | N | P | Bp  | Bc | Diff |
| - | ----------- | --- | - | - | - | - | --- | -- | ---- |
| 1 | France      | 6   | 3 | 3 | 0 | 0 | 97  | 82 | 15   |
| 2 | Norvège     | 4   | 3 | 2 | 0 | 1 | 103 | 88 | 15   |
| 3 | Biélorussie | 2   | 3 | 1 | 0 | 2 | 80  | 91 | -11  |
| 4 | Autriche    | 0   | 3 | 0 | 0 | 3 | 80  | 99 | -19  |

| 12 janvier 2018 18h15 | Biélorussie         | 27 - 26   | Autriche       | Centre sportif Žatika, Poreč Affluence : 3 100 Arbitrage : Horacek, Vaclav |
| 12 janvier 2018 18h15 | Uladzislau Kulesh 7 | (14 - 12) | Nikola Bilyk 8 | Centre sportif Žatika, Poreč Affluence : 3 100 Arbitrage : Horacek, Vaclav |
| 12 janvier 2018 18h15 | ×3 ×4               | Rapport   | ×2 ×7 ×1       | Centre sportif Žatika, Poreč Affluence : 3 100 Arbitrage : Horacek, Vaclav |

| 12 janvier 2018 20h30 | France        | 32 - 31   | Norvège               | Centre sportif Žatika, Poreč Affluence : 3 600 Arbitrage : Raluy Lopez, Oscar |
| 12 janvier 2018 20h30 | Kentin Mahé 8 | (15 - 17) | Kent Robin Tønnesen 7 | Centre sportif Žatika, Poreč Affluence : 3 600 Arbitrage : Raluy Lopez, Oscar |
| 12 janvier 2018 20h30 | ×2            | Rapport   | ×3                    | Centre sportif Žatika, Poreč Affluence : 3 600 Arbitrage : Raluy Lopez, Oscar |

| 14 janvier 2018 18h15 | Autriche       | 26 - 33   | France               | Centre sportif Žatika, Poreč Affluence : 2 900 Arbitrage : Geipel, Helbig |
| 14 janvier 2018 18h15 | Robert Weber 5 | (12 - 17) | Timothey N'Guessan 7 | Centre sportif Žatika, Poreč Affluence : 2 900 Arbitrage : Geipel, Helbig |
| 14 janvier 2018 18h15 | ×1 ×5 ×1       | Rapport   | ×3                   | Centre sportif Žatika, Poreč Affluence : 2 900 Arbitrage : Geipel, Helbig |

| 14 janvier 2018 20h30 | Norvège         | 33 - 28   | Biélorussie      | Centre sportif Žatika, Poreč Affluence : 2 500 Arbitrage : Nikolov, Nachevski |
| 14 janvier 2018 20h30 | trois joueurs 6 | (15 - 12) | Artsem Karalek 5 | Centre sportif Žatika, Poreč Affluence : 2 500 Arbitrage : Nikolov, Nachevski |
| 14 janvier 2018 20h30 | ×3 ×2           | Rapport   | ×3 ×6            | Centre sportif Žatika, Poreč Affluence : 2 500 Arbitrage : Nikolov, Nachevski |

| 16 janvier 2018 18h15 | France     | 32 - 25   | Biélorussie              | Centre sportif Žatika, Poreč Affluence : 2 300 Arbitrage : Gatelis, Mindaugas |
| 16 janvier 2018 18h15 | Dika Mem 9 | (14 - 11) | Aliaksandr Padshyvalau 6 | Centre sportif Žatika, Poreč Affluence : 2 300 Arbitrage : Gatelis, Mindaugas |
| 16 janvier 2018 18h15 | ×3 ×2      | Rapport   | ×1 ×4 ×1                 | Centre sportif Žatika, Poreč Affluence : 2 300 Arbitrage : Gatelis, Mindaugas |

| 16 janvier 2018 20h30 | Norvège             | 39 - 28   | Autriche       | Centre sportif Žatika, Poreč Affluence : 1 600 Arbitrage : Gjeding, Hansen |
| 16 janvier 2018 20h30 | Kristian Bjørnsen 9 | (18 - 14) | Nikola Bilyk 9 | Centre sportif Žatika, Poreč Affluence : 1 600 Arbitrage : Gjeding, Hansen |
| 16 janvier 2018 20h30 | ×2 ×6               | Rapport   | ×3 ×5 ×2       | Centre sportif Žatika, Poreč Affluence : 1 600 Arbitrage : Gjeding, Hansen |

### Groupe C
Les matchs du Groupe C ont eu lieu à Zagreb :
|   | Équipe      | Pts | J | G | N | P | Bp | Bc | Diff |
| - | ----------- | --- | - | - | - | - | -- | -- | ---- |
| 1 | Macédoine   | 5   | 3 | 2 | 1 | 0 | 79 | 77 | 2    |
| 2 | Allemagne T | 4   | 3 | 1 | 2 | 0 | 82 | 69 | 13   |
| 3 | Slovénie    | 3   | 3 | 1 | 1 | 1 | 77 | 69 | 8    |
| 4 | Monténégro  | 0   | 3 | 0 | 0 | 3 | 66 | 89 | -23  |

| 13 janvier 2018 17h15 | Allemagne        | 32 - 19  | Monténégro        | Arena Zagreb, Zagreb Affluence : 8 000 Arbitrage : Pichon, Reveret |
| 13 janvier 2018 17h15 | Uwe Gensheimer 9 | (17 - 9) | Vladan Lipovina 7 | Arena Zagreb, Zagreb Affluence : 8 000 Arbitrage : Pichon, Reveret |
| 13 janvier 2018 17h15 | ×3 ×8            | Rapport  | ×2 ×4             | Arena Zagreb, Zagreb Affluence : 8 000 Arbitrage : Pichon, Reveret |

| 13 janvier 2018 19h30 | Macédoine        | 25 - 24   | Slovénie      | Arena Zagreb, Zagreb Affluence : 11 000 Arbitrage : Dinu, Din |
| 13 janvier 2018 19h30 | Dejan Manaskov 8 | (11 - 11) | Žiga Mlakar 4 | Arena Zagreb, Zagreb Affluence : 11 000 Arbitrage : Dinu, Din |
| 13 janvier 2018 19h30 | ×4 ×6            | Rapport   | ×4 ×11 ×1     | Arena Zagreb, Zagreb Affluence : 11 000 Arbitrage : Dinu, Din |

| 15 janvier 2018 18h15 | Slovénie       | 25 - 25   | Allemagne        | Arena Zagreb, Zagreb Affluence : 6 500 Arbitrage : Gatelis, Mindaugas |
| 15 janvier 2018 18h15 | Miha Zarabec 5 | (15 - 10) | Uwe Gensheimer 7 | Arena Zagreb, Zagreb Affluence : 6 500 Arbitrage : Gatelis, Mindaugas |
| 15 janvier 2018 18h15 | ×4 ×8 ×1       | Rapport   | ×4 ×3            | Arena Zagreb, Zagreb Affluence : 6 500 Arbitrage : Gatelis, Mindaugas |

| 15 janvier 2018 20h30 | Monténégro     | 28 - 29   | Macédoine           | Arena Zagreb, Zagreb Affluence : 5 000 Arbitrage : Fonseca, Ricardo |
| 15 janvier 2018 20h30 | Stefan Čavor 6 | (16 - 15) | Filip Kuzmanovski 5 | Arena Zagreb, Zagreb Affluence : 5 000 Arbitrage : Fonseca, Ricardo |
| 15 janvier 2018 20h30 | ×2 ×7 ×1       | Rapport   | ×2 ×8               | Arena Zagreb, Zagreb Affluence : 5 000 Arbitrage : Fonseca, Ricardo |

| 17 janvier 2018 18h15 | Allemagne          | 25 - 25   | Macédoine       | Arena Zagreb, Zagreb Affluence : 5 100 Arbitrage : Gousko, Repkin |
| 17 janvier 2018 18h15 | Steffen Weinhold 8 | (12 - 11) | Filip Taleski 6 | Arena Zagreb, Zagreb Affluence : 5 100 Arbitrage : Gousko, Repkin |
| 17 janvier 2018 18h15 | ×3                 | Rapport   | ×3 ×2           | Arena Zagreb, Zagreb Affluence : 5 100 Arbitrage : Gousko, Repkin |

| 17 janvier 2018 20h30 | Monténégro         | 19 - 28   | Slovénie        | Arena Zagreb, Zagreb Affluence : 6 200 Arbitrage : Gubica, Milošević |
| 17 janvier 2018 20h30 | Vasko Ševaljević 6 | (13 - 14) | Gašper Marguč 6 | Arena Zagreb, Zagreb Affluence : 6 200 Arbitrage : Gubica, Milošević |
| 17 janvier 2018 20h30 | ×3 ×5              | Rapport   | ×2 ×5 ×1        | Arena Zagreb, Zagreb Affluence : 6 200 Arbitrage : Gubica, Milošević |

### Groupe D
Les matchs du Groupe D ont eu lieu à Varaždin :
|   | Équipe       | Pts | J | G | N | P | Bp | Bc | Diff | Dép |
| - | ------------ | --- | - | - | - | - | -- | -- | ---- | --- |
| 1 | Espagne      | 4   | 3 | 2 | 0 | 1 | 81 | 65 | 16   | +14 |
| 2 | Danemark     | 4   | 3 | 2 | 0 | 1 | 84 | 75 | 9    | +2  |
| 3 | Rép. tchèque | 4   | 3 | 2 | 0 | 1 | 76 | 86 | -10  | -16 |
| 4 | Hongrie      | 0   | 3 | 0 | 0 | 3 | 77 | 92 | -15  | −   |

| 13 janvier 2018 18h15 | Espagne         | 32 - 15  | Rép. tchèque         | Varaždin Arena, Varaždin Affluence : 3 780 Arbitrage : Santos, Fonseca |
| 13 janvier 2018 18h15 | Trois joueurs 5 | (16 - 9) | Stanislav Kašpárek 5 | Varaždin Arena, Varaždin Affluence : 3 780 Arbitrage : Santos, Fonseca |
| 13 janvier 2018 18h15 | ×1 ×2           | Rapport  | ×2 ×4                | Varaždin Arena, Varaždin Affluence : 3 780 Arbitrage : Santos, Fonseca |

| 13 janvier 2018 20h30 | Danemark       | 32 - 25   | Hongrie      | Varaždin Arena, Varaždin Affluence : 5 170 Arbitrage : Gubica, Milošević |
| 13 janvier 2018 20h30 | Rasmus Lauge 7 | (14 - 12) | Máté Lékai 5 | Varaždin Arena, Varaždin Affluence : 5 170 Arbitrage : Gubica, Milošević |
| 13 janvier 2018 20h30 | ×2 ×5 ×1       | Rapport   | ×3 ×5        | Varaždin Arena, Varaždin Affluence : 5 170 Arbitrage : Gubica, Milošević |

| 15 janvier 2018 18h15 | Hongrie         | 25 - 27   | Espagne          | Varaždin Arena, Varaždin Affluence : 3 470 Arbitrage : Din, Constantin |
| 15 janvier 2018 18h15 | Bence Bánhidi 6 | (12 - 13) | Quatre joueurs 4 | Varaždin Arena, Varaždin Affluence : 3 470 Arbitrage : Din, Constantin |
| 15 janvier 2018 18h15 | ×4 ×5           | Rapport   | ×4 ×2            | Varaždin Arena, Varaždin Affluence : 3 470 Arbitrage : Din, Constantin |

| 15 janvier 2018 20h30 | Rép. tchèque      | 28 - 27   | Danemark        | Varaždin Arena, Varaždin Affluence : 4 100 Arbitrage : Gousko, Andrei |
| 15 janvier 2018 20h30 | Ondřej Zdráhala 8 | (15 - 16) | Mikkel Hansen 7 | Varaždin Arena, Varaždin Affluence : 4 100 Arbitrage : Gousko, Andrei |
| 15 janvier 2018 20h30 | ×3 ×4             | Rapport   | ×2 ×3           | Varaždin Arena, Varaždin Affluence : 4 100 Arbitrage : Gousko, Andrei |

| 17 janvier 2018 18h15 | Rép. tchèque       | 33 - 27   | Hongrie      | Varaždin Arena, Varaždin Affluence : 3 790 Arbitrage : Pichon, Reveret |
| 17 janvier 2018 18h15 | Ondřej Zdráhala 14 | (15 - 11) | Máté Lékai 9 | Varaždin Arena, Varaždin Affluence : 3 790 Arbitrage : Pichon, Reveret |
| 17 janvier 2018 18h15 | ×2 ×3 ×1           | Rapport   | ×1           | Varaždin Arena, Varaždin Affluence : 3 790 Arbitrage : Pichon, Reveret |

| 17 janvier 2018 20h30 | Espagne           | 22 - 25   | Danemark        | Varaždin Arena, Varaždin Affluence : 4 100 Arbitrage : Zotin, Volodkov |
| 17 janvier 2018 20h30 | Alex Dujshebaev 6 | (13 - 14) | Peter Balling 8 | Varaždin Arena, Varaždin Affluence : 4 100 Arbitrage : Zotin, Volodkov |
| 17 janvier 2018 20h30 | ×3 ×1             | Rapport   | ×3              | Varaždin Arena, Varaždin Affluence : 4 100 Arbitrage : Zotin, Volodkov |

## Tour principal
Les résultats des matchs joués lors du tour préliminaire sont conservés lors de ce tour principal, sauf celui joué contre l'équipe éliminée.
- Légende:  Qualifiés pour les demi-finales –  Match de classement pour la 5e place –  Éliminés – T : Tenant du titre 2016

### Groupe I
Le groupe I regroupe les trois premières équipes du Groupe A et du Groupe B et se joue à Zagreb.
|   | Équipe      | Pts | J | G | N | P | Bp  | Bc  | Diff | Dép |
| - | ----------- | --- | - | - | - | - | --- | --- | ---- | --- |
| 1 | France      | 10  | 5 | 5 | 0 | 0 | 156 | 130 | 26   | —   |
| 2 | Suède       | 6   | 5 | 3 | 0 | 2 | 136 | 127 | 9    | +1  |
| 3 | Croatie     | 6   | 5 | 3 | 0 | 2 | 147 | 138 | 9    | 0   |
| 4 | Norvège     | 6   | 5 | 3 | 0 | 2 | 152 | 144 | 8    | -1  |
| 5 | Biélorussie | 2   | 5 | 1 | 0 | 4 | 128 | 146 | -18  | —   |
| 6 | Serbie      | 0   | 5 | 0 | 0 | 5 | 131 | 165 | -34  | —   |

| 18 janvier 2018 | Serbie  | 27 | 32 | Norvège     |
| 18 janvier 2018 | Croatie | 25 | 23 | Biélorussie |
| 20 janvier 2018 | Suède   | 17 | 23 | France      |
| 20 janvier 2018 | Croatie | 32 | 28 | Norvège     |
| 22 janvier 2018 | Serbie  | 30 | 39 | France      |
| 22 janvier 2018 | Suède   | 29 | 20 | Biélorussie |
| 24 janvier 2018 | Serbie  | 27 | 32 | Biélorussie |
| 24 janvier 2018 | Suède   | 25 | 28 | Norvège     |
| 24 janvier 2018 | Croatie | 27 | 30 | France      |

| 18 janvier 2018 18h15 | Serbie             | 27 - 32   | Norvège             | Arena Zagreb, Zagreb Affluence : 3 200 Arbitrage : Santos, Fonseca |
| 18 janvier 2018 18h15 | Beljanski, Šešum 5 | (17 - 17) | Bjørnsen, Sagosen 8 | Arena Zagreb, Zagreb Affluence : 3 200 Arbitrage : Santos, Fonseca |
| 18 janvier 2018 18h15 | ×2 ×4              | Rapport   | ×1 ×3               | Arena Zagreb, Zagreb Affluence : 3 200 Arbitrage : Santos, Fonseca |

| 18 janvier 2018 20h30 | Croatie            | 25 - 23   | Biélorussie           | Arena Zagreb, Zagreb Affluence : 8 100 Arbitrage : Zotin, Volodkov |
| 18 janvier 2018 20h30 | Mamić, Stepančić 5 | (15 - 12) | Andrei Yurynok (en) 6 | Arena Zagreb, Zagreb Affluence : 8 100 Arbitrage : Zotin, Volodkov |
| 18 janvier 2018 20h30 | ×4 ×1              | Rapport   | ×3 ×1                 | Arena Zagreb, Zagreb Affluence : 8 100 Arbitrage : Zotin, Volodkov |

| 20 janvier 2018 18h15 | Suède            | 17 - 23  | France             | Arena Zagreb, Zagreb Affluence : 7 100 Arbitrage : Raluy, Sabroso |
| 20 janvier 2018 18h15 | Simon Jeppsson 4 | (8 - 10) | Cédric Sorhaindo 5 | Arena Zagreb, Zagreb Affluence : 7 100 Arbitrage : Raluy, Sabroso |
| 20 janvier 2018 18h15 | ×2 ×4            | Rapport  | ×3 ×2 ×1           | Arena Zagreb, Zagreb Affluence : 7 100 Arbitrage : Raluy, Sabroso |

| 20 janvier 2018 20h30 | Croatie         | 32 - 28   | Norvège          | Arena Zagreb, Zagreb Affluence : 13 000 Arbitrage : Din, Dinu |
| 20 janvier 2018 20h30 | Manuel Štrlek 6 | (17 - 15) | Sander Sagosen 8 | Arena Zagreb, Zagreb Affluence : 13 000 Arbitrage : Din, Dinu |
| 20 janvier 2018 20h30 | ×4 ×6           | Rapport   | ×3 ×2            | Arena Zagreb, Zagreb Affluence : 13 000 Arbitrage : Din, Dinu |

| 22 janvier 2018 18h15 | Serbie              | 30 - 39   | France                     | Arena Zagreb, Zagreb Affluence : 1 700 Arbitrage : Gjeding, Hansen |
| 22 janvier 2018 18h15 | Nemanja Zelenović 7 | (12 - 19) | Caucheteux, L. Karabatic 7 | Arena Zagreb, Zagreb Affluence : 1 700 Arbitrage : Gjeding, Hansen |
| 22 janvier 2018 18h15 | ×1 ×4 ×1            | Rapport   | ×3                         | Arena Zagreb, Zagreb Affluence : 1 700 Arbitrage : Gjeding, Hansen |

| 22 janvier 2018 20h30 | Suède              | 29 - 20   | Biélorussie       | Arena Zagreb, Zagreb Affluence : 1 400 Arbitrage : Horáček, Novotný |
| 22 janvier 2018 20h30 | Wanne, Lagergren 4 | (16 - 11) | Kulesh, Karalek 4 | Arena Zagreb, Zagreb Affluence : 1 400 Arbitrage : Horáček, Novotný |
| 22 janvier 2018 20h30 | ×3 ×4              | Rapport   | ×4 ×1             | Arena Zagreb, Zagreb Affluence : 1 400 Arbitrage : Horáček, Novotný |

| 24 janvier 2018 16h00 | Serbie            | 27 - 32   | Biélorussie         | Arena Zagreb, Zagreb Affluence : 1 000 Arbitrage : Raluy, Sabroso |
| 24 janvier 2018 16h00 | Petar Nenadić (7) | (11 - 16) | Barys Pukhouski (9) | Arena Zagreb, Zagreb Affluence : 1 000 Arbitrage : Raluy, Sabroso |
| 24 janvier 2018 16h00 | ×2 ×5             | Rapport   | ×3 ×4               | Arena Zagreb, Zagreb Affluence : 1 000 Arbitrage : Raluy, Sabroso |

| 24 janvier 2018 18h15 | Suède             | 25 - 28   | Norvège         | Arena Zagreb, Zagreb Affluence : 8 100 Arbitrage : Nachevski, Nikolov |
| 24 janvier 2018 18h15 | Jerry Tollbring 6 | (11 - 12) | Bjarte Myrhol 7 | Arena Zagreb, Zagreb Affluence : 8 100 Arbitrage : Nachevski, Nikolov |
| 24 janvier 2018 18h15 | ×2 ×3 ×1          | Rapport   | ×4 ×6           | Arena Zagreb, Zagreb Affluence : 8 100 Arbitrage : Nachevski, Nikolov |

| 24 janvier 2018 20h30 | Croatie         | 27 - 30   | France         | Arena Zagreb, Zagreb Affluence : 14 000 Arbitrage : Geipel, Helbig |
| 24 janvier 2018 20h30 | Manuel Štrlek 6 | (13 - 19) | Nedim Remili 6 | Arena Zagreb, Zagreb Affluence : 14 000 Arbitrage : Geipel, Helbig |
| 24 janvier 2018 20h30 | ×3              | Rapport   | ×5             | Arena Zagreb, Zagreb Affluence : 14 000 Arbitrage : Geipel, Helbig |

### Groupe II
Le groupe II regroupe les trois premières équipes du Groupe C et du Groupe D et se joue à Varaždin.
|   | Équipe        | Pts | J | G | N | P | Bp  | Bc  | Diff | Dép |
| - | ------------- | --- | - | - | - | - | --- | --- | ---- | --- |
| 1 | Danemark      | 8   | 5 | 4 | 0 | 1 | 140 | 123 | 17   | —   |
| 2 | Espagne       | 6   | 5 | 3 | 0 | 2 | 142 | 118 | 24   | —   |
| 3 | Rép. tchèque  | 5   | 5 | 2 | 1 | 2 | 121 | 130 | -9   | —   |
| 4 | Slovénie      | 4   | 5 | 1 | 2 | 2 | 134 | 133 | 1    | 0   |
| 5 | Allemagne (T) | 4   | 5 | 1 | 2 | 2 | 124 | 126 | -2   | 0   |
| 6 | Macédoine     | 3   | 5 | 1 | 1 | 3 | 114 | 137 | -23  | —   |

| 19 janvier 2018 | Allemagne | 22 | 19 | Rép. tchèque |
| 19 janvier 2018 | Slovénie  | 28 | 31 | Danemark     |
| 21 janvier 2018 | Allemagne | 25 | 26 | Danemark     |
| 21 janvier 2018 | Macédoine | 20 | 31 | Espagne      |
| 23 janvier 2018 | Slovénie  | 31 | 26 | Espagne      |
| 23 janvier 2018 | Macédoine | 24 | 25 | Rép. tchèque |
| 24 janvier 2018 | Slovénie  | 26 | 26 | Rép. tchèque |
| 24 janvier 2018 | Macédoine | 20 | 31 | Danemark     |
| 24 janvier 2018 | Allemagne | 27 | 31 | Espagne      |

| 19 janvier 2018 18h15 | Allemagne      | 22 - 19  | Rép. tchèque | Varaždin Arena, Varaždin Affluence : 2 130 Arbitrage : Gubica, Milošević |
| 19 janvier 2018 18h15 | Steffen Fäth 8 | (9 - 10) | Tomáš Číp 6  | Varaždin Arena, Varaždin Affluence : 2 130 Arbitrage : Gubica, Milošević |
| 19 janvier 2018 18h15 | ×2 ×3          | Rapport  | ×3 ×4        | Varaždin Arena, Varaždin Affluence : 2 130 Arbitrage : Gubica, Milošević |

| 19 janvier 2018 20h30 | Slovénie       | 28 - 31   | Danemark             | Varaždin Arena, Varaždin Affluence : 5 230 Arbitrage : Pichon, Reveret |
| 19 janvier 2018 20h30 | Miha Zarabec 6 | (14 - 16) | Lasse Svan Hansen 11 | Varaždin Arena, Varaždin Affluence : 5 230 Arbitrage : Pichon, Reveret |
| 19 janvier 2018 20h30 | ×2 ×5          | Rapport   | ×2 ×3                | Varaždin Arena, Varaždin Affluence : 5 230 Arbitrage : Pichon, Reveret |

| 21 janvier 2018 18h15 | Allemagne     | 25 - 26 | Danemark        | Varaždin Arena, Varaždin Affluence : 3 112 Arbitrage : Gubica, Milošević |
| 21 janvier 2018 18h15 | Julius Kühn 6 | (9 - 8) | Hans Lindberg 9 | Varaždin Arena, Varaždin Affluence : 3 112 Arbitrage : Gubica, Milošević |
| 21 janvier 2018 18h15 | ×4 ×3         | Rapport | ×3 ×1           | Varaždin Arena, Varaždin Affluence : 3 112 Arbitrage : Gubica, Milošević |

| 21 janvier 2018 20h30 | Macédoine           | 20 - 31  | Espagne            | Varaždin Arena, Varaždin Affluence : 3 796 Arbitrage : Gousko, Repkin |
| 21 janvier 2018 20h30 | Manaskov, Stoilov 4 | (6 - 15) | Eduardo Gurbindo 6 | Varaždin Arena, Varaždin Affluence : 3 796 Arbitrage : Gousko, Repkin |
| 21 janvier 2018 20h30 | ×3 ×1               | Rapport  | ×3                 | Varaždin Arena, Varaždin Affluence : 3 796 Arbitrage : Gousko, Repkin |

| 23 janvier 2018 18h15 | Slovénie        | 31 - 26   | Espagne       | Varaždin Arena, Varaždin Arbitrage : Din, Dinu |
| 23 janvier 2018 18h15 | Gašper Marguč 5 | (13 - 12) | Ferrán Solé 6 | Varaždin Arena, Varaždin Arbitrage : Din, Dinu |
| 23 janvier 2018 18h15 | ×3 ×8           | Rapport   | ×3 ×1         | Varaždin Arena, Varaždin Arbitrage : Din, Dinu |

| 23 janvier 2018 20h30 | Macédoine       | 24 - 25   | Rép. tchèque  | Varaždin Arena, Varaždin Affluence : 3 780 Arbitrage : Volodkov, Zotin |
| 23 janvier 2018 20h30 | Filip Taleski 5 | (13 - 11) | Pavel Horák 8 | Varaždin Arena, Varaždin Affluence : 3 780 Arbitrage : Volodkov, Zotin |
| 23 janvier 2018 20h30 | ×3 ×2           | Rapport   | ×3 ×5 ×1      | Varaždin Arena, Varaždin Affluence : 3 780 Arbitrage : Volodkov, Zotin |

| 24 janvier 2018 16h00 | Slovénie                     | 26 - 26   | Rép. tchèque      | Varaždin Arena, Varaždin Affluence : 2 873 Arbitrage : Fonseca, Santos |
| 24 janvier 2018 16h00 | Kavtičnik, Marguč, Zarabec 5 | (11 - 12) | Ondřej Zdráhala 9 | Varaždin Arena, Varaždin Affluence : 2 873 Arbitrage : Fonseca, Santos |
| 24 janvier 2018 16h00 | ×2                           | Rapport   | ×2 ×4 ×2          | Varaždin Arena, Varaždin Affluence : 2 873 Arbitrage : Fonseca, Santos |

| 24 janvier 2018 18h15 | Macédoine           | 20 - 31   | Danemark            | Varaždin Arena, Varaždin Affluence : 2 343 Arbitrage : Gatelis, Mazeika |
| 24 janvier 2018 18h15 | Filip Kuzmanovski 6 | (12 - 12) | Michael Damgaard 11 | Varaždin Arena, Varaždin Affluence : 2 343 Arbitrage : Gatelis, Mazeika |
| 24 janvier 2018 18h15 | ×1 ×2               | Rapport   | ×3                  | Varaždin Arena, Varaždin Affluence : 2 343 Arbitrage : Gatelis, Mazeika |

| 24 janvier 2018 20h30 | Allemagne    | 27 - 31   | Espagne          | Varaždin Arena, Varaždin Affluence : 1 289 Arbitrage : Pichon, Reveret |
| 24 janvier 2018 20h30 | Kai Häfner 5 | (13 - 14) | David Balaguer 6 | Varaždin Arena, Varaždin Affluence : 1 289 Arbitrage : Pichon, Reveret |
| 24 janvier 2018 20h30 | ×3 ×2        | Rapport   | ×3 ×1            | Varaždin Arena, Varaždin Affluence : 1 289 Arbitrage : Pichon, Reveret |

## Phase finale
|  | Demi-finales                                | Demi-finales                                |                        |    | Finale                                      | Finale                                      |
|  | Demi-finales                                | Demi-finales                                |                        |    | Finale                                      | Finale                                      |
|  |                                             |                                             |                        |    |                                             |                                             |
|  | Arena Zagreb, Zagreb, 26 janv. 2018 à 18h00 | Arena Zagreb, Zagreb, 26 janv. 2018 à 18h00 |                        |    | Arena Zagreb, Zagreb, 28 janv. 2018 à 20h30 | Arena Zagreb, Zagreb, 28 janv. 2018 à 20h30 |
|  | Arena Zagreb, Zagreb, 26 janv. 2018 à 18h00 | Arena Zagreb, Zagreb, 26 janv. 2018 à 18h00 |                        |    | Arena Zagreb, Zagreb, 28 janv. 2018 à 20h30 | Arena Zagreb, Zagreb, 28 janv. 2018 à 20h30 |
|  | France                                      | 23                                          |                        |    | Arena Zagreb, Zagreb, 28 janv. 2018 à 20h30 | Arena Zagreb, Zagreb, 28 janv. 2018 à 20h30 |
|  | France                                      | 23                                          |                        |    | Arena Zagreb, Zagreb, 28 janv. 2018 à 20h30 | Arena Zagreb, Zagreb, 28 janv. 2018 à 20h30 |
|  | Espagne                                     | 27                                          |                        |    | Arena Zagreb, Zagreb, 28 janv. 2018 à 20h30 | Arena Zagreb, Zagreb, 28 janv. 2018 à 20h30 |
|  | Espagne                                     | 27                                          | Espagne                | 29 |                                             |                                             |
|  | Arena Zagreb, Zagreb, 26 janv. 2018 à 20h30 |                                             | Espagne                | 29 |                                             |                                             |
|  |                                             | Suède                                       | 23                     |    |                                             |                                             |
|  | Danemark                                    | Suède                                       | 23                     | 34 |                                             |                                             |
|  | Danemark                                    |                                             |                        | 34 |                                             |                                             |
|  | Suède                                       | 35ap                                        |                        |    |                                             |                                             |
|  | Suède                                       | 35ap                                        | Match pour la 3e place |    |                                             |                                             |
|  |                                             |                                             |                        |    |                                             |                                             |
|  | Arena Zagreb, Zagreb, 28 janv. 2018 à 18h00 |                                             |                        |    |                                             |                                             |
|  |                                             |                                             |                        |    |                                             |                                             |
|  | France                                      | 32                                          |                        |    |                                             |                                             |
|  | France                                      | 32                                          |                        |    |                                             |                                             |
|  | Danemark                                    | 29                                          |                        |    |                                             |                                             |
|  | Danemark                                    | 29                                          |                        |    |                                             |                                             |

### Demi-finales
| 26 janvier 2018 18h00 | France             | 23 - 27  | Espagne       | Arena Zagreb, Zagreb Affluence : 6 000 Arbitrage : Nachevski, Nikolov |
| 26 janvier 2018 18h00 | Cédric Sorhaindo 6 | (9 - 15) | Ferrán Solé 7 | Arena Zagreb, Zagreb Affluence : 6 000 Arbitrage : Nachevski, Nikolov |
| 26 janvier 2018 18h00 | ×3 ×4              | Rapport  | ×3 ×4         | Arena Zagreb, Zagreb Affluence : 6 000 Arbitrage : Nachevski, Nikolov |

| 26 janvier 2018 20h30 | Danemark         | 34 - 35 (ap)       | Suède                | Arena Zagreb, Zagreb Affluence : 9 000 Arbitrage : Geipel, Helbig |
| 26 janvier 2018 20h30 | Mikkel Hansen 12 | (14 - 16, 28 - 28) | Mattias Zachrisson 8 | Arena Zagreb, Zagreb Affluence : 9 000 Arbitrage : Geipel, Helbig |
| 26 janvier 2018 20h30 | Prol. : 6 - 7    |                    |                      | Arena Zagreb, Zagreb Affluence : 9 000 Arbitrage : Geipel, Helbig |
| 26 janvier 2018 20h30 | ×1 ×3            | Rapport            | ×1 ×4                | Arena Zagreb, Zagreb Affluence : 9 000 Arbitrage : Geipel, Helbig |

### Match pour la5eplace
| 26 janvier 2018 15h30 | Croatie          | 28 - 27   | Rép. tchèque       | Arena Zagreb, Zagreb Affluence : 3 500 Arbitrage : López, Ramírez |
| 26 janvier 2018 15h30 | Zlatko Horvat 10 | (16 - 10) | Ondřej Zdráhala 13 | Arena Zagreb, Zagreb Affluence : 3 500 Arbitrage : López, Ramírez |
| 26 janvier 2018 15h30 | ×4 ×2            | Rapport   | ×3 ×2              | Arena Zagreb, Zagreb Affluence : 3 500 Arbitrage : López, Ramírez |

### Match pour la3eplace
| 28 janvier 2018 18h00 | France             | 32 - 29   | Danemark         | Arena Zagreb, Zagreb Affluence : 6 700 Arbitrage : Din, Dinu |
| 28 janvier 2018 18h00 | Nikola Karabatic 9 | (17 - 14) | Hans Lindberg 12 | Arena Zagreb, Zagreb Affluence : 6 700 Arbitrage : Din, Dinu |
| 28 janvier 2018 18h00 | ×4 ×3              | Rapport   | ×3               | Arena Zagreb, Zagreb Affluence : 6 700 Arbitrage : Din, Dinu |

### Finale
| 28 janvier 2018 20h30 | Espagne          | 29 - 23   | Suède            | Arena Zagreb, Zagreb Affluence : 9 000 Arbitrage : Gubica, Milošević |
| 28 janvier 2018 20h30 | Balaguer, Solé 5 | (12 - 14) | Jesper Nielsen 5 | Arena Zagreb, Zagreb Affluence : 9 000 Arbitrage : Gubica, Milošević |
| 28 janvier 2018 20h30 | ×4 ×2            | Rapport   | ×4 ×3            | Arena Zagreb, Zagreb Affluence : 9 000 Arbitrage : Gubica, Milošević |

| Espagne | Suède |

| Composition:                 |     |    |                   |      |  |
|                              | GB  | 16 | Arpad Šterbik     | 8/21 |  |
|                              | GB  | 44 | Rodrigo Corrales  | 3/13 |  |
|                              | ARD | 3  | Eduardo Gurbindo  | 1/2  |  |
|                              | ALG | 7  | Valero Rivera     | 1/3  |  |
|                              | DC  | 9  | Raúl Entrerríos   | 4/9  |  |
|                              | ARD | 10 | Alex Dujshebaev   | 4/8  |  |
|                              | DC  | 11 | Daniel Sarmiento  | 1/2  |  |
|                              | P   | 13 | Julen Aguinagalde | 1/2  |  |
|                              | DC  | 21 | Joan Cañellas     | 0/3  |  |
|                              | ARG | 24 | Viran Morros      | 0/0  |  |
|                              | ALG | 29 | Aitor Ariño       | 4/5  |  |
|                              | P   | 30 | Gedeón Guardiola  | 1/1  |  |
|                              | ARG | 31 | Iosu Goñi Leoz    | 1/1  |  |
|                              | ALD | 49 | Ferrán Solé       | 5/6  |  |
|                              | ALD | 53 | David Balaguer    | 5/6  |  |
|                              | P   | 55 | Adrià Figueras    | 1/1  |  |
| Sélectionneur : Jordi Ribera |     |    |                   |      |  |

| 29/49  | Buts marqués   | 23/41  |
| 59,2 % | % réussite     | 56,1 % |
| 11/34  | Arrêts         | 15/44  |
| 32,4 % | % d'arrêts     | 34,1 % |
| 4/5    | Jets de 7 m    | 1/2    |
| 4 min  | Suspensions    | 6 min  |
| 4      | Cartons jaunes | 4      |
| 0      | Cartons rouges | 0      |

| Composition:                       |     |    |                    |       |   |
|                                    | GB  | 12 | Andreas Palicka    | 0/1   |   |
|                                    | GB  | 33 | Mikael Appelgren   | 15/43 |   |
|                                    | ARG | 2  | Philip Henningsson | 2/2   |   |
|                                    | ARG | 5  | Simon Jeppsson     | 1/2   |   |
|                                    | P   | 7  | Max Darj           | 0/1   | • |
|                                    | ALG | 9  | Jerry Tollbring    | 0/1   |   |
|                                    | ALD | 10 | Niclas Ekberg      | 4/7   |   |
|                                    | ALG | 15 | Hampus Wanne       | 3/3   |   |
|                                    | P   | 18 | Fredric Pettersson | 0/0   |   |
|                                    | DC  | 24 | Jim Gottfridsson   | 2/4   |   |
|                                    | ARG | 25 | Linus Arnesson     | 1/5   |   |
|                                    | ARD | 29 | Andreas Cederholm  | X     |   |
|                                    | ARG | 31 | Viktor Östlund     | 0/0   |   |
|                                    | ALD | 32 | Mattias Zachrisson | 3/7   |   |
|                                    | P   | 36 | Jesper Nielsen     | 5/7   |   |
|                                    | ARG | 40 | Lukas Nilsson      | 2/2   |   |
| Sélectionneur : Kristján Andrésson |     |    |                    |       |   |

| Composition:                 |     |    |                   |      |  |
|                              | GB  | 16 | Arpad Šterbik     | 8/21 |  |
|                              | GB  | 44 | Rodrigo Corrales  | 3/13 |  |
|                              | ARD | 3  | Eduardo Gurbindo  | 1/2  |  |
|                              | ALG | 7  | Valero Rivera     | 1/3  |  |
|                              | DC  | 9  | Raúl Entrerríos   | 4/9  |  |
|                              | ARD | 10 | Alex Dujshebaev   | 4/8  |  |
|                              | DC  | 11 | Daniel Sarmiento  | 1/2  |  |
|                              | P   | 13 | Julen Aguinagalde | 1/2  |  |
|                              | DC  | 21 | Joan Cañellas     | 0/3  |  |
|                              | ARG | 24 | Viran Morros      | 0/0  |  |
|                              | ALG | 29 | Aitor Ariño       | 4/5  |  |
|                              | P   | 30 | Gedeón Guardiola  | 1/1  |  |
|                              | ARG | 31 | Iosu Goñi Leoz    | 1/1  |  |
|                              | ALD | 49 | Ferrán Solé       | 5/6  |  |
|                              | ALD | 53 | David Balaguer    | 5/6  |  |
|                              | P   | 55 | Adrià Figueras    | 1/1  |  |
| Sélectionneur : Jordi Ribera |     |    |                   |      |  |

| 29/49  | Buts marqués   | 23/41  |
| 59,2 % | % réussite     | 56,1 % |
| 11/34  | Arrêts         | 15/44  |
| 32,4 % | % d'arrêts     | 34,1 % |
| 4/5    | Jets de 7 m    | 1/2    |
| 4 min  | Suspensions    | 6 min  |
| 4      | Cartons jaunes | 4      |
| 0      | Cartons rouges | 0      |

| Composition:                       |     |    |                    |       |   |
|                                    | GB  | 12 | Andreas Palicka    | 0/1   |   |
|                                    | GB  | 33 | Mikael Appelgren   | 15/43 |   |
|                                    | ARG | 2  | Philip Henningsson | 2/2   |   |
|                                    | ARG | 5  | Simon Jeppsson     | 1/2   |   |
|                                    | P   | 7  | Max Darj           | 0/1   | • |
|                                    | ALG | 9  | Jerry Tollbring    | 0/1   |   |
|                                    | ALD | 10 | Niclas Ekberg      | 4/7   |   |
|                                    | ALG | 15 | Hampus Wanne       | 3/3   |   |
|                                    | P   | 18 | Fredric Pettersson | 0/0   |   |
|                                    | DC  | 24 | Jim Gottfridsson   | 2/4   |   |
|                                    | ARG | 25 | Linus Arnesson     | 1/5   |   |
|                                    | ARD | 29 | Andreas Cederholm  | X     |   |
|                                    | ARG | 31 | Viktor Östlund     | 0/0   |   |
|                                    | ALD | 32 | Mattias Zachrisson | 3/7   |   |
|                                    | P   | 36 | Jesper Nielsen     | 5/7   |   |
|                                    | ARG | 40 | Lukas Nilsson      | 2/2   |   |
| Sélectionneur : Kristján Andrésson |     |    |                    |       |   |

| → Légende: ALD: Ailier droit, ALG: Ailier gauche, ARD: Arrière droit, ARG: Arrière gauche, DC: Demi-centre, GB: Gardien de but, P: Pivot, X: N'a pas joué |

## Classement final
| Rang                       | Équipe       | J | G | N | P | Bp  | Bc  | Diff |
| -------------------------- | ------------ | - | - | - | - | --- | --- | ---- |
| Médaille d'or, Europe      | Espagne      | 8 | 6 | 0 | 2 | 225 | 189 | 36   |
| Médaille d'argent, Europe  | Suède        | 8 | 4 | 0 | 4 | 218 | 216 | 2    |
| Médaille de bronze, Europe | France       | 8 | 7 | 0 | 1 | 244 | 212 | 32   |
| 4                          | Danemark     | 8 | 5 | 0 | 3 | 235 | 215 | 20   |
|                            |              |   |   |   |   |     |     |      |
| 5                          | Croatie      | 7 | 5 | 0 | 2 | 204 | 187 | 17   |
| 6                          | Rép. tchèque | 7 | 3 | 1 | 3 | 173 | 186 | -13  |
|                            |              |   |   |   |   |     |     |      |
| 7                          | Norvège      | 6 | 4 | 0 | 2 | 191 | 172 | 19   |
| 8                          | Slovénie     | 6 | 2 | 2 | 2 | 162 | 152 | 10   |
| 9                          | Allemagne T  | 6 | 2 | 2 | 2 | 156 | 145 | 11   |
| 10                         | Biélorussie  | 6 | 2 | 0 | 4 | 155 | 172 | -17  |
| 11                         | Macédoine    | 6 | 2 | 1 | 3 | 143 | 164 | -21  |
| 12                         | Serbie       | 6 | 1 | 0 | 5 | 160 | 191 | -31  |
|                            |              |   |   |   |   |     |     |      |
| 13                         | Islande      | 3 | 1 | 0 | 2 | 74  | 82  | -8   |
| 14                         | Hongrie      | 3 | 0 | 0 | 3 | 77  | 92  | -15  |
| 15                         | Autriche     | 3 | 0 | 0 | 3 | 80  | 99  | -19  |
| 16                         | Monténégro   | 3 | 0 | 0 | 3 | 66  | 89  | -23  |

Modalités
- Les équipes de la 1re à la 6e place sont classées suivant leurs résultats lors de la phase finale.
- Les équipes de la 7e à la 12e place sont classées par deux et par ordre d'apparition dans leur groupe respectif :

1. 7e et 8e : les deux équipes classées 4es du tour principal,
2. 9e et 10e : les deux équipes classées 5es du tour principal,
3. 11e et 12e : les deux équipes classées 6es du tour principal,

- puis elles sont départagées selon les critères suivants :

1. le nombre de points gagnés dans leur groupe respectif du tour principal,
2. la différence de buts dans leur groupe respectif du tour principal.

- Les équipes de la 13e à la 16e place sont classées selon les critères suivants :

1. le nombre de points gagnés dans leur groupe respectif du tour préliminaire,
2. la différence de buts dans leur groupe respectif du tour préliminaire.

Qualification pour le championnat du monde 2019
L'Espagne, champion d'Europe, est la seule équipe qualifiée pour le championnat du monde 2019.
En dehors des trois autres équipes européennes déjà qualifiées (l'Allemagne et le Danemark en tant que pays hôtes et la France en tant que tenante du titre), les 12 autres équipes rejoignent pour les tournois qualificatifs européens (en) les 6 équipes issues du tour préliminaire de qualification.

## Statistiques et récompenses

### Équipe-type
| Gérard Štrlek Nielsen Solé Hansen Sagosen Dujshebaev Meilleur défenseur : Gojun Meilleur buteur : Zdráhala (55 buts) Meilleur joueur : Gottfridsson               |
| Équipe-type du championnat d'Europe 2018 |
| · Gérard · Štrlek · Nielsen · Solé · Hansen · Sagosen · Dujshebaev Meilleur défenseur : Gojun Meilleur buteur : Zdráhala (55 buts) Meilleur joueur : Gottfridsson |

À partir d'une sélection de 40 joueurs (5 pour chacun des 8 postes, y compris le défenseur), les internautes et un collège d'experts votent pour les meilleurs joueurs à chaque poste. Seuls trois joueurs de l'équipe-type de 2016 sont à nouveau nommés : Sander Sagosen, Manuel Štrlek et Andreas Wolff. Le meilleur joueur de la compétition est quant à lui uniquement désigné par le collège d'experts. La liste des joueurs nommés et élus est :
| Catégorie                                 | Joueur              | Joueur       | Catégorie              | Joueur              | Joueur       |
| Meilleur gardien de but                   | Vincent Gérard      | France       | Meilleur défenseur     | Jakov Gojun         | Croatie      |
| Meilleur gardien de but                   | Mikael Appelgren    | Suède        | Meilleur défenseur     | Adrien Dipanda      | France       |
| Meilleur gardien de but                   | Torbjørn Bergerud   | Norvège      | Meilleur défenseur     | Gedeón Guardiola    | Espagne      |
| Meilleur gardien de but                   | Jannick Green       | Danemark     | Meilleur défenseur     | Pavel Horák         | Rép. tchèque |
| Meilleur gardien de but                   | Andreas Wolff       | Allemagne    | Meilleur défenseur     | Finn Lemke          | Allemagne    |
| Meilleur ailier gauche                    | Manuel Štrlek       | Croatie      | Meilleur ailier droit  | Ferrán Solé         | Espagne      |
| Meilleur ailier gauche                    | Kentin Mahé         | France       | Meilleur ailier droit  | Kristian Bjørnsen   | Norvège      |
| Meilleur ailier gauche                    | Valero Rivera       | Espagne      | Meilleur ailier droit  | Hans Lindberg       | Danemark     |
| Meilleur ailier gauche                    | Jerry Tollbring     | Suède        | Meilleur ailier droit  | Gašper Marguč       | Slovénie     |
| Meilleur ailier gauche                    | Andrei Yurynok (en) | Biélorussie  | Meilleur ailier droit  | Valentin Porte      | France       |
| Meilleur arrière gauche                   | Mikkel Hansen       | Danemark     | Meilleur arrière droit | Alex Dujshebaev     | Espagne      |
| Meilleur arrière gauche                   | Simon Jeppsson      | Suède        | Meilleur arrière droit | Peter Balling       | Danemark     |
| Meilleur arrière gauche                   | Uladzislau Kulesh   | Biélorussie  | Meilleur arrière droit | Albin Lagergren     | Suède        |
| Meilleur arrière gauche                   | Borut Mačkovšek     | Slovénie     | Meilleur arrière droit | Luka Stepančić      | Croatie      |
| Meilleur arrière gauche                   | Filip Taleski       | Macédoine    | Meilleur arrière droit | Kent Robin Tønnesen | Norvège      |
| Meilleur demi-centre                      | Sander Sagosen      | Norvège      | Meilleur pivot         | Jesper Nielsen      | Suède        |
| Meilleur demi-centre                      | Luka Cindrić        | Croatie      | Meilleur pivot         | Blaž Blagotinšek    | Slovénie     |
| Meilleur demi-centre                      | Nikola Karabatic    | France       | Meilleur pivot         | Adrià Figueras      | Espagne      |
| Meilleur demi-centre                      | Rasmus Lauge        | Danemark     | Meilleur pivot         | Bjarte Myrhol       | Norvège      |
| Meilleur demi-centre                      | Ondřej Zdráhala     | Rép. tchèque | Meilleur pivot         | Stojanče Stoilov    | Macédoine    |
| Meilleur joueur : Jim Gottfridsson, Suède |                     |              |                        |                     |              |

### Statistiques collectives
- Meilleure attaque :  Norvège (31,8 buts par match)
- Moins bonne attaque :  Monténégro (22 buts par match)
- Meilleure défense :  Espagne (23,6 buts par match)
- Moins bonne défense :  Autriche (33 buts par match)
- Plus grand nombre de buts inscrits sur un match : 69 buts ( Serbie 30-39  France)
- Plus petit nombre de buts inscrits sur un match : 40 buts ( France 23-17  Suède)
- Plus grand écart de buts sur un match : +17 buts ( Espagne 32-15  Rép. tchèque)
- Plus grand écart de buts à la mi-temps : +9 buts ( Macédoine 6-15  Espagne)

### Statistiques individuelles
| Rang | Joueur             | Équipe       | Buts | Tirs | %    | 7m    | MJ | Moy. |
| ---- | ------------------ | ------------ | ---- | ---- | ---- | ----- | -- | ---- |
| 1    | Ondřej Zdráhala    | Rép. tchèque | 55   | 96   | 56 % | 14/16 | 7  | 7,9  |
| 2    | Mikkel Hansen      | Danemark     | 43   | 79   | 54 % | 13/16 | 8  | 5,4  |
| 3    | Rasmus Lauge       | Danemark     | 40   | 63   | 63 % | -     | 8  | 5    |
| 4    | Kristian Bjørnsen  | Norvège      | 37   | 50   | 74 % | 12/16 | 6  | 6,2  |
| 5    | Ferrán Solé        | Espagne      | 36   | 47   | 77 % | 17/21 | 8  | 4,5  |
| 6    | Kentin Mahé        | France       | 34   | 49   | 69 % | 13/15 | 8  | 4,3  |
| 7    | Stanislav Kašpárek | Rép. tchèque | 33   | 66   | 50 % | -     | 7  | 4,6  |
| 8    | Sander Sagosen     | Norvège      | 32   | 54   | 59 % | 2/4   | 6  | 5,3  |
| 9    | Nikola Karabatic   | France       | 30   | 46   | 65 % | -     | 8  | 3,8  |
| 9    | Hans Lindberg      | Danemark     | 30   | 37   | 81 % | 10/12 | 8  | 3,8  |
| 9    | Petar Nenadić      | Serbie       | 30   | 53   | 57 % | 10/10 | 6  | 5,0  |

| Rang | Joueur           | Équipe   | Passes | MJ | Moy. |
| ---- | ---------------- | -------- | ------ | -- | ---- |
| 1    | Sander Sagosen   | Norvège  | 38     | 6  | 6,3  |
| 2    | Rasmus Lauge     | Danemark | 36     | 8  | 4,5  |
| 3    | Nikola Karabatic | France   | 33     | 8  | 4,1  |
| 4    | Jim Gottfridsson | Suède    | 25     | 8  | 3,1  |
| 5    | Mikkel Hansen    | Danemark | 24     | 8  | 3,0  |
| 5    | Igor Karačić     | Croatie  | 24     | 7  | 3,4  |

| Rang | Joueur                  | Équipe      | %       | Arrêts | Tirs | MJ | Moy. |
| ---- | ----------------------- | ----------- | ------- | ------ | ---- | -- | ---- |
| 1    | Urh Kastelic            | Slovénie    | 40,7 %  | 22     | 54   | 2  | 11,0 |
| 2    | Vincent Gérard          | France      | 37,0 %  | 68     | 184  | 8  | 8,5  |
| 3    | Andreas Palicka         | Suède       | 36,2 %  | 50     | 138  | 8  | 6,3  |
| 4    | Jannick Green           | Danemark    | 36,0 %  | 49     | 136  | 8  | 6,1  |
| 5    | Mikael Appelgren        | Suède       | 35,4 %  | 69     | 195  | 8  | 8,6  |
| 6    | Nikola Mitrevski        | Macédoine   | 35,2 %  | 38     | 108  | 6  | 6,3  |
| 7    | Viachaslau Saldatsenka  | Biélorussie | 35,0 %  | 71     | 203  | 6  | 11,8 |
| 8    | Gonzalo Pérez de Vargas | Espagne     | 34,44 % | 52     | 151  | 6  | 8,7  |
| 9    | Torbjørn Bergerud       | Norvège     | 34,43 % | 73     | 212  | 6  | 12,2 |
| 10   | Silvio Heinevetter      | Allemagne   | 34,2 %  | 26     | 76   | 6  | 4,3  |

## Effectif des équipes sur le podium

### Champion d’Europe:Espagne
- Julen Aguinagalde
- Aitor Ariño
- David Balaguer
- Joan Cañellas
- Rodrigo Corrales
- Alex Dujshebaev
- Daniel Dujshebaev
- Raúl Entrerríos
- Ángel Fernández Pérez
- Adrià Figueras
- Iosu Goñi Leoz
- Gedeón Guardiola
- Eduardo Gurbindo
- Viran Morros
- Gonzalo Pérez de Vargas
- Valero Rivera
- Daniel Sarmiento
- Arpad Šterbik
- Ferrán Solé

Sélectionneur : 
- Jordi Ribera

### Vice-champion d’Europe:Suède
- Mikael Appelgren
- Linus Arnesson
- Andreas Cederholm
- Max Darj
- Niclas Ekberg
- Jim Gottfridsson
- Philip Henningsson
- Johan Jakobsson
- Simon Jeppsson
- Albin Lagergren
- Jesper Nielsen
- Lukas Nilsson
- Viktor Östlund
- Andreas Palicka
- Fredric Pettersson
- Jerry Tollbring
- Hampus Wanne
- Mattias Zachrisson

Sélectionneur : 
- Kristján Andrésson (en)

### Troisième place:France
- Luc Abalo
- Benjamin Afgour
- Raphaël Caucheteux
- Nicolas Claire
- Adrien Dipanda
- Cyril Dumoulin
- Vincent Gérard
- Michaël Guigou
- Luka Karabatic
- Nikola Karabatic
- Romain Lagarde
- Kentin Mahé
- Dika Mem
- Timothey N'Guessan
- Valentin Porte
- Nedim Remili
- Cédric Sorhaindo
- Nicolas Tournat

Sélectionneur :
- Didier Dinart